# Surtur (mjesec)
Surtur (također Saturn XLVIII) je prirodni satelit planeta Saturn otkriven 2006. godine. Vanjski nepravilni satelit iz Nordijske grupe s oko 6 kilometara u promjeru i orbitalnim periodom od 1238.575 dana.